# Ulefone
Ulefone es una marca china registrada en 2015 de portátiles y dispositivos telefónicos. La marca es propiedad de una empresa privada llamada, Gotron Group (HK) Co., Ltd., es un fabricante chino de teléfonos inteligentes fundado en 2010. La empresa tiene su sede en Shenzhen, específicamente en el parque de alta tecnología Tsinghua de Shenzhen. Ulefone fabrica teléfonos inteligentes con Android que dicen que son asequibles. Sus productos se venden en más de 40 países alrededor del mundo.
Bajo la marca Ulofone, los teléfonos inteligentes de la serie Armor y Armor X resistentes a los golpes y al agua (IP69K e IP68 ), los teléfonos inteligentes de la serie Note, así como los relojes inteligentes y las tabletas se fabrican con el sistema operativo Android. 
Los modelos de teléfonos de "uso intensivo" de Ulefone incluyen o han incluido Ulefone Armor 6E, Ulefone Armor 7, Ulefone Armor 8/X8, Ulefone Armor 9E, Ulefone Armor 11/11T, Ulefone Armor 12, Ulefone Armor 13. Por ejemplo, se estima que el modelo Armor 8 Pro es un teléfono inteligente a prueba de agua duradero y de precio medio que, sin embargo, no es adecuado para juegos o fotografía. Según la evaluación, el fabricante no se compromete a proporcionar actualizaciones periódicas del sistema operativo al dispositivo.

## Teléfonos inteligentes por año de fabricación

### 2018
- Ulefone T2 Pro[6]
- Ulefone Power 3S
- Ulefone Armadura 5[7]
- Armadura Ulefone X
- Ulefone X[8]
- Ulefone Potencia 5
- Ulefone S9 Pro[9]